# Bansgaon
Bansgaon is een nagar panchayat (plaats) in het district Gorakhpur van de Indiase staat Uttar Pradesh. 

## Demografie
Volgens de Indiase volkstelling van 2001 wonen er 14.086 mensen in Bansgaon, waarvan 51% mannelijk en 49% vrouwelijk is. De plaats heeft een alfabetiseringsgraad van 59%. 